# Pic d'Arizona
Picoides arizonae
Espèce
Statut de conservation UICN

 LC  : Préoccupation mineure
Synonymes
- Picoides stricklandi arizonae

Le Pic d'Arizona (Picoides arizonae) est une espèce d'oiseaux de la famille des Picidae.
Jusqu'en 2006, il était considéré comme une sous-espèce de Picoides stricklandi (Malherbe, 1854).

## Description

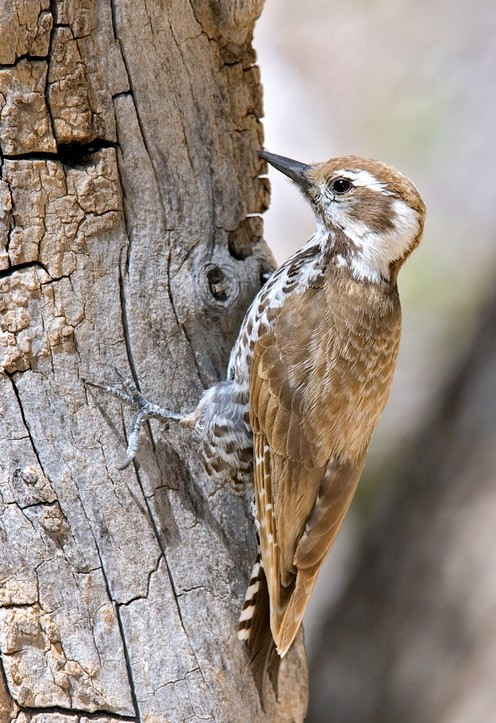
♀

Son aire s'étend à travers la sierra Madre occidentale de l'ouest du Mexique et l'extrême sud de l'Arizona et du Nouveau-Mexique.